# Овчаренко, Лидия Андреевна
Лидия Андреевна Овчаренко (до замужества Спивак; 1925, с. Черниговка, Запорожская область, УССР, СССР — 13 октября 1984, Донецк, Донецкая область, УССР, СССР) — регулировщица у Бранденбургских ворот в Берлине в мае 1945 года.

## Биография

### Юность
Лидия Андреевна Спивак родилась в 1925 году в селе Черниговка, Запорожской области. Закончила 9 классов средней школы. 

### Великая Отечественная война
Во время немецкой оккупации Черниговки Лидия долгое время прожила в подземном убежище, которое изготовили её родители.
В сентябре 1943 года после освобождения деревни Красной армией, несмотря на протесты родителей, добровольно ушла на фронт. После кратковременного обучения на курсах военных регулировщиц была отправлена в другую часть, которая принимала участие в боях за освобождение Крыма. В одном из сражений была контужена, но затем вернулась в строй.
2 мая 1945 года Лидия заступила в Берлине на «пост № 1» возле Бранденбургских ворот. На этом посту была сфотографирована фотокорреспондентом газеты «Правда» Яковом Рюмкиным. Её фотография была напечатана во многих газетах мира . Благодаря снимку Лидия стала знаменитой. Летом 1945 года участвовала в обеспечении проезда правительственных делегаций СССР, США и Великобритании – участников Потсдамской конференции, проходившей во дворце Цецилиенхоф. Когда автомобили с представителями делегаций стран-участниц проезжали мимо, премьер-министр Великобритании Уинстон Черчилль показал ей пальцами знаменитый знак победы («V»).

### После войны
Лидия Спивак демобилизовалась из Красной армии в сентябре 1945 года и вернулась в родное село. Она поступила на филологический факультет Днепропетровского университета, где познакомилась с Сергеем Овчаренко, бывшим артиллеристом, восстановившемся на математическом факультете. Через несколько месяцев они вступили в брак. Затем Лидия поступила в Сталинский педагогический институт, где деканом работал её супруг. У пары было двое детей - сын Александр и дочь Лариса, ставшая журналисткой.
Работала в средней школе № 13 города Донецк учительницей русского и украинского языка, а также литературы.
Скончалась 13 октября 1984 года в возрасте 59 лет от инфаркта миокарда, который стал для неё одиннадцатым. Была похоронена на кладбище в Донецке.

## Награды
Была награждена медалями «За взятие Берлина», «За освобождение Варшавы», «За победу над Германией в Великой Отечественной войне 1941—1945 гг.», нагрудным знаком «Отличный дорожник» (1943) и другими знаками за военные и трудовые заслуги.